# Aitor Garmendia
Pour les articles homonymes, voir Garmendia.
Aitor Garmendia Arbilla (né le 3 mars 1968 à Itsasondo) est un coureur cycliste espagnol. Professionnel de 1990 à 2003, il a remporté plusieurs courses par étapes espagnoles, dont deux Tours d'Aragon.

## Biographie
Aitor Garmendia passe professionnel en 1990 dans l'équipe Banesto. Il remporte sa première victoire dès cette année, au GP Llodio. Il reste dans cette équipe jusqu'en 1995 et participe à trois des cinq victoires de Miguel Indurain sur le Tour de France, en 1992, 1993 et 1995. Il se révèle également bon rouleur durant cette période, en remportant le contre-la-montre du Tour de Catalogne, et en finissant deux fois troisième du championnat d'Espagne de la discipline (en 1994 et 1995). Il se place également sur le podium final du Tour de Murcie 1994 et du Tour d'Aragon 1995.
En 1996, Garmendia passe dans l'équipe ONCE, ayant pour leaders Laurent Jalabert et Alex Zülle, dauphin de Miguel Indurain sur le Tour 1995. Il participe à la victoire de ce dernier sur le Tour d'Espagne 1997. Cette saison s'avérera la plus fructueuse pour Garmendia : il y remporte quatre épreuves contre-la-montre, dont trois lui permettent vaincre au classement final des tours de l'Alentejo, d'Aragon et de Galice. Il est 60e du classement UCI en fin de saison.
En 1998, il fait son retour dans l'équipe Banesto. Il épaule à nouveau un vainqueur de grand tour : il s'agit cette fois d'Abraham Olano, qui gagne la Vuelta. L'équipe Banesto domine l'épreuve avec cinq victoires d'étapes, une victoire au classement par équipes et au classement de la montagne avec José María Jiménez, troisième au classement final. Garmendia remporte également à nouveau le Tour d'Aragon, ainsi que le Tour de Castille-et-León ; il est également deuxième de la Bicyclette basque.
Après deux saisons plus difficiles malgré de bonnes places en 2000 aux tours d'Andalousie et d'Aragon, Aitor Garmendia rejoint Team Coast en 2001. Il ne gagne pas cette année-là mais termine sur le podium du championnat d'Espagne, du Tour d'Allemagne et de la Course de la Paix. Il remporte ses deux dernières victoires en 2002, dont le contre-la-montre du Tour de Catalogne. Il se place deuxième de ce tour, ainsi que de la Course de la Paix et du Tour d'Allemagne, et cinquième de Paris-Nice.
En 2003, Team Coast connaît des problèmes financiers et devient en mai Team Bianchi. Avec pour leader l'Allemand Jan Ullrich, Garmendia participe à son dernier Tour au cours duquel il franchit seul en tête le Col d'Izoard. En décembre, faute de trouver une équipe pour la saison 2004, il met fin à sa carrière.

## Palmarès

### Palmarès amateur
| - 1987 - Mémorial Gervais - San Martín Proba - 1988 - Mémorial Gervais - Tour de Palencia | - 1989 - Prologue et 7e étape (contre-la-montre) du Ruban granitier breton - Mémorial Gervais - Tour de Palencia |  |

### Palmarès professionnel
| - 1990 - 3eb étape du Tour de Murcie (contre-la-montre par équipes) - GP Llodio - 1993 - 2e du G.P. a Capital - 1994 - Classement général du G.P. a Capital - 7e étape du Tour de Catalogne (contre-la-montre) - 2e du Tour de Murcie - 3e du championnat d'Espagne du contre-la-montre - 1995 - 1re étape du Trophée Castille-et-León - 2e du Tour d'Aragon - 2e du Trophée Castille-et-León - 3e de la Semaine catalane - 3e du championnat d'Espagne du contre-la-montre - 1996 - 2e étape du Tour d'Aragon - Prueba Villafranca de Ordizia - 2e du Tour d'Aragon - 1997 - 3e étape du Critérium international (contre-la-montre) - Tour d'Aragon : - Classement général - 4eb étape (contre-la-montre) - Tour de l'Alentejo : - Classement général - 5e étape (contre-la-montre) - Tour de Galice : - Classement général - 3eb étape (contre-la-montre) | - 1998 - Tour d'Aragon : - Classement général - 2e étape - Tour de Castille-et-León : - Classement général - 2e étape - 2e de la Bicyclette basque - 1999 - 3e du Trophée Luis Ocaña - 2000 - 4ea étape de la Bicyclette basque - 2e du Tour d'Aragon - 3e du Tour d'Andalousie - 2001 - 2e de la Course de la Paix - 3e du Tour d'Allemagne - 3e du championnat d'Espagne sur route - 2002 - 3e étape du Tour d'Allemagne - 3e étape du Tour de Catalogne (contre-la-montre) - 2e de la Course de la Paix - 2e du Tour d'Allemagne - 2e du Tour de Catalogne - 5e de Paris-Nice |  |

## Résultats sur les grands tours

### Tour de France
6 participations
- 1992 : 108e
- 1993 : non-partant (6e étape)
- 1995 : 95e
- 1996 : 35e
- 1997 : 63e
- 2003 : 70e

### Tour d'Espagne
8 participations
- 1992 : 46e
- 1993 : abandon (17e étape)
- 1994 : 71e
- 1997 : 121e
- 1998 : abandon (11e étape)
- 2001 : abandon (13e étape)
- 2002 : 85e
- 2003 : 122e

### Tour d'Italie
1 participation
- 1991 : 89e